# Myotis oreias
Myotis oreias is een vleermuis uit het geslacht Myotis die slechts bekend is van één exemplaar dat naar verluidt in de eerste helft van de 19e eeuw uit Singapore naar Europa is vervoerd. Of dat werkelijk zo is, is onduidelijk. Het oude exemplaar, dat volgens een beschrijving uit elkaar viel als ernaar gekeken werd, wordt bewaard in Naturalis in Leiden.
Als dit exemplaar een aparte soort vertegenwoordigt, is die waarschijnlijk verwant aan gelijkende soorten als Myotis ater en Myotis muricola. Voor deze groep is het een relatief grote soort; vooral de oren zijn lang. De rug is goudbruin, de buik wat lichter. De voorarmlengte bedraagt 38,9 mm en de oorlengte 14 mm.